# Malouetieae
Malouetieae, tribus zimzelenovki, dio potporodice Apocynoideae. Postoje tri podtribusa.
Tribus je opisan 1866.

## Podtribusi i rodovi
- Galactophorinae Pichon ex M.E. Endress
  - Galactophora Woodson
- Malouetiinae Pichon
  - Allowoodsonia Markgr.
  - Carruthersia Seem.
  - Eucorymbia Stapf
  - Funtumia Stapf
  - Holarrhena R.Br.
  - Kibatalia G.Don
  - Malouetia A.DC.
  - Mascarenhasia A.DC.
  - Spirolobium Baill.
- Pachypodiinae Pichon ex Leeuwenb.
  - Neobracea Britton
  - Pachypodium Lindl.